# Paul Boyé Technologies
« Paul Boyé » redirige ici. Pour l’article homophone, voir Paul Boyer.
Pour les articles homonymes, voir Boyé.
Paul Boyé Technologies est une entreprise française du secteur textile spécialisée dans les équipements militaires de haute technologie historiquement fondée en 1904. Elle est aujourd'hui le principal prestataire du ministère de l'Intérieur dans la fonction habillement.

## Éléments historiques
Pierre Boyé crée en 1904 un atelier de tailleur pour hommes à Sète. Ce Catalan, qui pratique la chasse à l’approche, est originaire de Porté-Puymorens dans les Pyrénées-Orientales. Il choisit comme emblème l’isard, qui est aujourd’hui le logo de la société.
Lorsque Pierre Boyé est mobilisé en 1914, l’Armée française réquisitionne son atelier pour fabriquer des capotes bleu horizon portées par les « Poilus » de la Grande Guerre. À cette date, l'entreprise devient fournisseur officiel de l'armée française.
En 1933, l’entreprise s’implante à Toulouse.
En 1939, l’armée se tourne à nouveau vers Paul Boyé le fils du fondateur pour faire fabriquer ses tenues de combat. Il dirige la société jusqu’à l’âge de 89 ans, laissant ses fils prendre progressivement leur place en 1976.
La Manufacture de Vêtements Paul Boyé est créée en 1947.
À la fin des années 90, la société abandonne le marché du prêt-à-porter civil pour se concentrer dans les équipements militaires, destinés à l'industrie, ou de protection civile,. Le siège social est transféré au Vernet à la fin 2002. La Manufacture de Vêtements Paul Boyé devient Paul Boyé Technologies en 2005. La filiale américaine est fondée trois ans plus tard.
L'entreprise est aujourd'hui spécialisée dans la confection de vêtements et de chaussures militaires et identitaires réservés aux services de sécurité – la police, la gendarmerie, la Garde républicaine, les sapeurs pompiers, etc. Elle développe également des produits techniques notamment contre le risque NRBC ou pour des évènements exceptionnels comme pour les Jeux olympiques de 2008,, avec des vêtements produisant du froid.
En 2012, elle devient le fournisseur du département de la Défense des États-Unis aux États-Unis pour la fourniture à l’armée américaine de tenues NRBC,,.
En 2016, Paul Boyé Technologies est sélectionnée parmi plusieurs autres groupes français pour accompagner le président de la République française, François Hollande, dans ses délégations en Amérique du Sud en mars, et au Moyen-Orient en avril.
L'entreprise remporte le marché du ministère de l'Intérieur pour l'habillement des 270 000 hommes et femmes de la Gendarmerie nationale et de la Police nationale en juillet 2018. Un marché de 248 millions d'euros,,. En mars 2019, l'entreprise est de nouveau sélectionnée pour accompagner le Président de la République Française, Emmanuel Macron, lors d'une délégation au Kenya et en Éthiopie. 
L'entreprise, réquisitionnée début 2020, se mobilise pour fournir massivement l'État français en masques FFP2 et chirurgicaux dans le cadre du plan de lutte contre l'épidémie de Covid-19,,,,.

## Activité, résultat et effectif
|                                        | 2014 | 2015 | 2016 | 2017 | 2018 | 2019 | 2020 | 2021  |
| -------------------------------------- | ---- | ---- | ---- | ---- | ---- | ---- | ---- | ----- |
| Chiffre d'affaires en millions d'euros | 59,4 | 55,4 | 65,4 | 60,7 | 54,3 | 90,0 | 98,8 | 134,4 |
| Résultat net en millions d'euros       | +1,1 | +1,5 | +2,9 | +1,9 | +1,1 | nc   | +4,2 | +14,9 |
| Effectif moyen annuel                  | 180  | 182  | 220  | 220  | nc   | nc   | nc   | nc    |